# Taugon
Taugon ist eine französische Gemeinde mit 772 Einwohnern (Stand: 1. Januar 2022), die im Département Charente-Maritime und in der Region Nouvelle-Aquitaine (zuvor: Poitou-Charentes) liegt. Sie gehört zum Arrondissement La Rochelle und zum Kanton Marans. Die Einwohner werden Taugonnais genannt.

## Geografie
Taugon liegt etwa 29 Kilometer nordöstlich von La Rochelle am Fluss Sèvre Niortaise, der die Gemeinde im Norden begrenzt. Das Gemeindegebiet gehört zum Regionalen Naturpark Marais Poitevin. Umgeben wird Taugon von den Nachbargemeinden Vix im Norden und Nordwesten, Maillé im Nordosten, La Ronde im Osten, Saint-Cyr-du-Doret im Süden sowie Saint-Jean-de-Liversay im Westen und Südwesten.

## Bevölkerungsentwicklung
| 1962                      | 1968 | 1975 | 1982 | 1990 | 1999 | 2006 | 2013 |
| ------------------------- | ---- | ---- | ---- | ---- | ---- | ---- | ---- |
| 667                       | 682  | 653  | 674  | 610  | 612  | 650  | 814  |
| Quelle: Cassini und INSEE |      |      |      |      |      |      |      |

## Sehenswürdigkeiten
Siehe auch: Liste der Monuments historiques in Taugon
- Kirche Saint-Jean-Baptiste